# Рогоз (река)
Река Рогоз је по површини слива највећа десна притока Расничке реке тако да када се оне, недалеко од Пиротског града споје настаје Бистрица.
У најширем смислу она припада сливу реке Нишаве, односно Јужне Мораве, затим Велике Мораве, Дунава, па самим тим и Црноморском сливу. Административно припада граду Пироту у Пиротском управном округу.

## Географске одлике
Река Рогоз извире код села Петровца на граници са сливом Јерме одакле има правац тока готово паралелан са реком Нишавом од чије је долине одвојен јако ниским развођем.
У горњем току протиче кроз неогене седименте, а у доњем току је усечена у алувијалној равни коју је формирала Нишава. Испод брда Ћелташ, источно од Барје Чифлика, налази се извор Бездан од кога води канал који се спаја се са реком Рогоз.
У средњем и доњем току Река Рогоз је практично равничарска, а у последњих пет километара има изглед канала.
 

Како је Рогоз је нека врста бујичног тока, дешава се (најчешће у пролеће) да својим водама поплави Рогоз, једно од највиших насења Пирота.
Вршени су радови на проширењу корита, а у случају потребе река се плански излива на околне њиве да би се заштитио град. У летњем периоду често пресушује јер се вода користи за заливање околних њива и башти.